# Morgenblätter
Morgenblätter (Foglie del mattino) op. 279, è un valzer di Johann Strauss (figlio).
Durante la sua visita a Vienna nell'autunno del 1863, Jacques Offenbach, omaggiò l'associazione di giornalisti Concordia con un valzer scritto in onore del ballo del circolo che si sarebbe svolto il 12 gennaio seguente nella Sofienbad-Saal.
Poiché anche l'orchestra Strauss era stata ingaggiata dal circolo Concordia, anche Johann Strauss fu obbligato a provvedere alla composizione di danze per il ballo del circolo.
Quando i committenti decisero di intitolare il valzer di Offenbach Abendblatter (Foglie della sera) e quello di Johann Morgenblätter (Foglie del mattino), la sera del ballo, nacque una piccola rivalità fra i due colleghi compositori.
Offenbach, comunque, non fu presente alla cerimonia fu Strauss a condurre la prima esecuzione di entrambi i valzer.
Durante l'evento la stampa non si pronunciò né a favore dell'uno, né a favore dell'altro; successivamente Abendblatter riuscì a trovare il favore del pubblico viennese, mentre Morgenblätter divenne subito un pezzo molto popolare nel repertorio delle orchestre.

Introduzione